# Penisa erythroglauca
Penisa erythroglauca là một loài bướm đêm trong họ Noctuidae.